# Броуд, Яков Исаакович
Я́ков Исаа́кович Бро́уд (24 марта 1900 — 27 июля 1942) — советский военачальник, участник Великой Отечественной войны, генерал-майор артиллерии.

## Биография
Родился в городе Белорецке ныне Республики Башкортостан.
В Красной Армии с 1919 года, курсант 1-х Московских артиллерийских курсов. Участвовал в Гражданской войне курсантом против повстанческих формирований на Украине и войск А. И. Деникина (1919 год), командиром взвода — против повстанцев в Тамбовской губернии (1921 год).
В межвоенный период окончил артиллерийские курсы усовершенствования командного состава (1926 год, 1932 год), командовал артиллерийскими подразделениями (1921—1932 годы), артиллерийскими курсами усовершенствования командного состава (1932-1934 годы), был начальником штаба артиллерийского полка (1934-1937 годы), артиллерийскими курсами усовершенствования командного состава (1937 год). В 1937 году назначен командиром 101-го артиллерийского полка Ленинградского военного округа. Участник Советско-финской войны (1939—1940). Из боевой характеристики: «Мужественный командир. Хороший организатор боя… Добился разрушения многих деревянно-земляных сооружений на участке 43-й стрелковой дивизии». В мае 1940 года назначен начальником артиллерии 56-го стрелкового корпуса, а в июне — начальником 2-го Ленинградского артиллерийского училища.
В Великой Отечественной войне с декабря 1941 года командовал артиллерией 28-й армии, с февраля по май 1942 года командовал артиллерией 24-й армии. С 17 марта по 19 мая 1942 года — исполняющий должность командующего 24-й армией резерва Московской зоны обороны. В мае 1942 года назначен командующим артиллерией 64-й армии (бывшая 1-я резервная армия). 
Погиб в бою 27 июля 1942 года на переправе через реку Дон у станицы Нижне-Чирской. Похоронен на хуторе Черномор ныне Волгоградской области.
Указом Президиума Верховного Совета ССР от 17 ноября 1942 года награждён орденом Красного Знамени .

## Награды
- Два ордена Красного Знамени (21.05.1940, 17.11.1942 (посмертно))
- Медаль «XX лет Рабоче-Крестьянской Красной Армии» (22.02.1938)

## Источник
- Коллектив авторов. Великая Отечественная. Командармы. Военный биографический словарь / Под общей ред. М. Г. Вожакина. — М.; Жуковский: Кучково поле, 2005. — С. 32. — ISBN 5-86090-113-5.